# 주키르기스스탄 대한민국 대사관
주키르기스스탄 대한민국 대사관은 2007년 키르기스스탄 비슈케크에 개설된 대한민국 외교부 소속의 대사관이다.

## 역사
대한민국은 1991년 12월 30일에 소련의 붕괴와 함께 독립한 키르기스스탄을 주권 국가로 승인했으며 키르기스스탄은 1992년 1월 31일에 대한민국과 수교했다. 수교 이래 주우즈베키스탄 대한민국 대사관에서 겸임하다 2007년 9월에 1인 공관을 개설했다.

## 같이 보기
- 주한 키르기스스탄 대사관
- 대한민국의 재외공관 목록
- 키르기스스탄 주재 외국공관 목록
- 대한민국-키르기스스탄 관계